# Primulina rotundifolia
Primulina rotundifolia là một loài thực vật có hoa trong họ Tai voi (Gesneriaceae). Loài này có ở Quảng Đông (Trung Quốc); được William Botting Hemsley mô tả khoa học đầu tiên năm 1890 dưới danh pháp Didymocarpus rotundifolius. Năm 1972, David Wood chuyển nó sang chi Chirita với danh pháp Chirita rotundifolia. Năm 2011, Mich.Möller & A.Weber chuyển nó sang chi Primulina.